# Nepabunna
Koordinaten: 30° 35′ S, 138° 59′ O

Der Nepabunna Community Council ist ein lokales Verwaltungsgebiet (LGA) im australischen Bundesstaat South Australia und trägt den Sonderstatus einer Aboriginal Community. Das Gebiet ist etwa 76 km² groß. Nepabunna hat 66 Einwohner (Stand 2016). Damit gehört die LGA zu denjenigen mit den wenigsten Einwohnern in South Australia. Allerdings sind die Aborigines häufig nicht an einen festen Wohnort gebunden, so dass zeitweise weit mehr Personen in Nepabunna leben.
Nepabunna liegt im östlichen Outback des Bundesstaats in einer Hochebene der Gammon Ranges in der nördlichen Flinderskette. Es liegt am Südwestende des Vulkathunha-Gammon-Ranges-Nationalparks und nördlich des Nantawarrina-Schutzgebiets. Die Siedlung der Aborigines liegt etwa 55 km östlich von Leigh Creek und 480 Kilometer nördlich von Adelaide.

## Geschichte
Das Gebiet um die Flinderskette vom Lake Torrens im Westen bis zur heutigen Grenze zu New South Wales wurde von den Stämmen der Adnyamathanha-Aborigines bewohnt (Adnyamathanha bedeutet "Leute von den Hügeln"), bevor sich ab 1851 die ersten weißen Siedler in dem Gebiet niederließen. Die United Aborigines Mission (UAM) gründete 1930 eine Missionsstation in Nepabunna. Wie viele andere Stammesgebiete der Ureinwohner in Südaustralien wurde auch das Gebiet um Nepabunna 1966 dem Aboriginal Lands Trust (ALT) übertragen. In den 70er Jahren entstand dann dort eine Siedlung der Ureinwohner.
1994 wurde Nepabunna schließlich gemäß dem South Australian Local Government Grants Act zu einer von fünf Local Government Areas mit Sonderstatus. Im April 2001 trat die Community der Local Government Association, in der alle regulären LGAs und als einzige Aboriginal Community Anangu Pitjantjatjara Yankunytjatjara vertreten sind, als außerordentliches Mitglied bei.

## Natur und Tourismus
In den späten 90er Jahren wurde darüber beraten, wie man die Gebiete der Ureinwohner in das National Reserve System, das System der Naturschutzgebiete des Landes, aufnehmen könne. 1997 wurde das Konzept der Indigenous Protected Area eingeführt, ein Schutzgebiet unter Verwaltung der Ureinwohner, die sich dort sowohl um die Artenvielfalt als auch das kulturelle Erbe kümmern. Als erstes Gebiet in Australien wurde am 26. August 1998 das traditionelle Gebiet der Adnyamathanha südlich des Vulkathunha-Gammon-Ranges-Nationalparks und südöstlich von Nepabunna zur IPA ernannt und unter die Verwaltung der Nepabunna Community gestellt. Das Nantawarrina-Gebiet ist 590 km² groß und wurde durch die Nutzung als Weideland und durch ausgewilderte Tiere wie Hasen, Katzen, Ziegen und Esel in Mitleidenschaft gezogen. Durch neue Anpflanzungen und Eindämmung der eingeführten Tiere versuchen die Aborigines, das Land wiederherzustellen. Darüber hinaus nutzen sie die traditionellen kulturellen Stätten nicht nur zur Weiterführung ihres eigenen Erbes, im fünf Kilometer westlich von Nepabunna gelegenen Iga Warta gibt es Touristenunterkünfte und es werden Touren angeboten, die auch Besuchern Natur, Geschichte und Kultur des Gebiets näher bringen. Durch die Einrichtung der Nantawarrina IPA wurden Jobs für die Bewohner von Nepabunna geschaffen und das Gemeinschaftsgefühl gestärkt. Das Natawarrina-Projekt wurde 2000 im Rahmen des Umweltprogramms der Vereinten Nationen (UNEP) ausgezeichnet.

## Klima und Wasser
Nepabunna liegt in einem sehr warmen und trockenen Gebiet. Im Sommer werden meist 40 °C erreicht, im Winter tagsüber bis zu 17 °C bei gelegentlichem Nachtfrost. Regenfälle in der Region sind spärlich, im Schnitt etwa 200 mm pro Jahr, und fallen nicht gleichmäßig, sondern in gelegentlichen großen Schauern. Die Einwohner der Siedlung sammeln das Regenwasser von den Dächern in einem großen Vorratsbehälter und nutzen es als Trinkwasser. Daneben existieren zwei Bohrlöcher, die Nepabunna mit Nutzwasser versorgen. Durch seinen hohen Salzgehalt und andere Verunreinigungen ist es nicht als Trinkwasser zu gebrauchen. Die zunehmende Trockenheit in Australien seit 1990 führte zu einem Schrumpfen der Niederschlagsmengen auf 50 % bis 70 % des langjährigen Durchschnitts und stellt eine Bedrohung für die Existenz der Outback-Siedlung dar.

## Landwirtschaft
Trotz der Trockenheit und einer verheerenden Heuschreckenplage ist es Mitte der 2000er gelungen, mit dem Anbau einer Reihe von Früchten zu beginnen, darunter Wüstenrosinen (Akudjuras) und Tanami Apples (beides Buschtomaten-Arten), einheimische Orangen und Buschgurken.
Des Weiteren werden in der Community auch Pferde gehalten. Sie werden im Tourismus für Reitausflüge genutzt.

## Verwaltung
Da es in den fünf Aboriginal Communities traditionelle gesellschaftliche Strukturen und von der Stammzugehörigkeit geprägte Abläufe zur Entscheidungsfindung gibt, konnte nicht das in den Local Government Areas der weißen Bevölkerung übliche Verwaltungssystem eingesetzt werden. Nachdem in fünf Gebieten die lokale Selbstverwaltung anerkannt und ab 1994/95 die finanzielle Ausstattung der Gemeinschaften aus dem Budget der SA Local Government Grants Commission gewährt wurde, musste auch die Verwaltung an die neuen Erfordernisse und Ansprüche unter Berücksichtigung dieser Gegebenheiten angepasst werden. Im Jahr 2001 erklärten sich die Vertreter der Nepabunna Community bereit, als Vorreiter an einer Rahmenfestlegung für die Community-Führung mitzuwirken. Ergebnis des Framework for Governance Projects war eine Festlegung für Nepabunna, die einen Council aus den volljährigen Mitgliedern der Community vorsieht, der von fünf gewählten verantwortlichen Executive Officers angeführt wird.

## Persönlichkeiten
- Faith Thomas (1933–2023), Cricketspielerin und Krankenschwester